# Collection (édition)
Pour les articles homonymes, voir Collection.

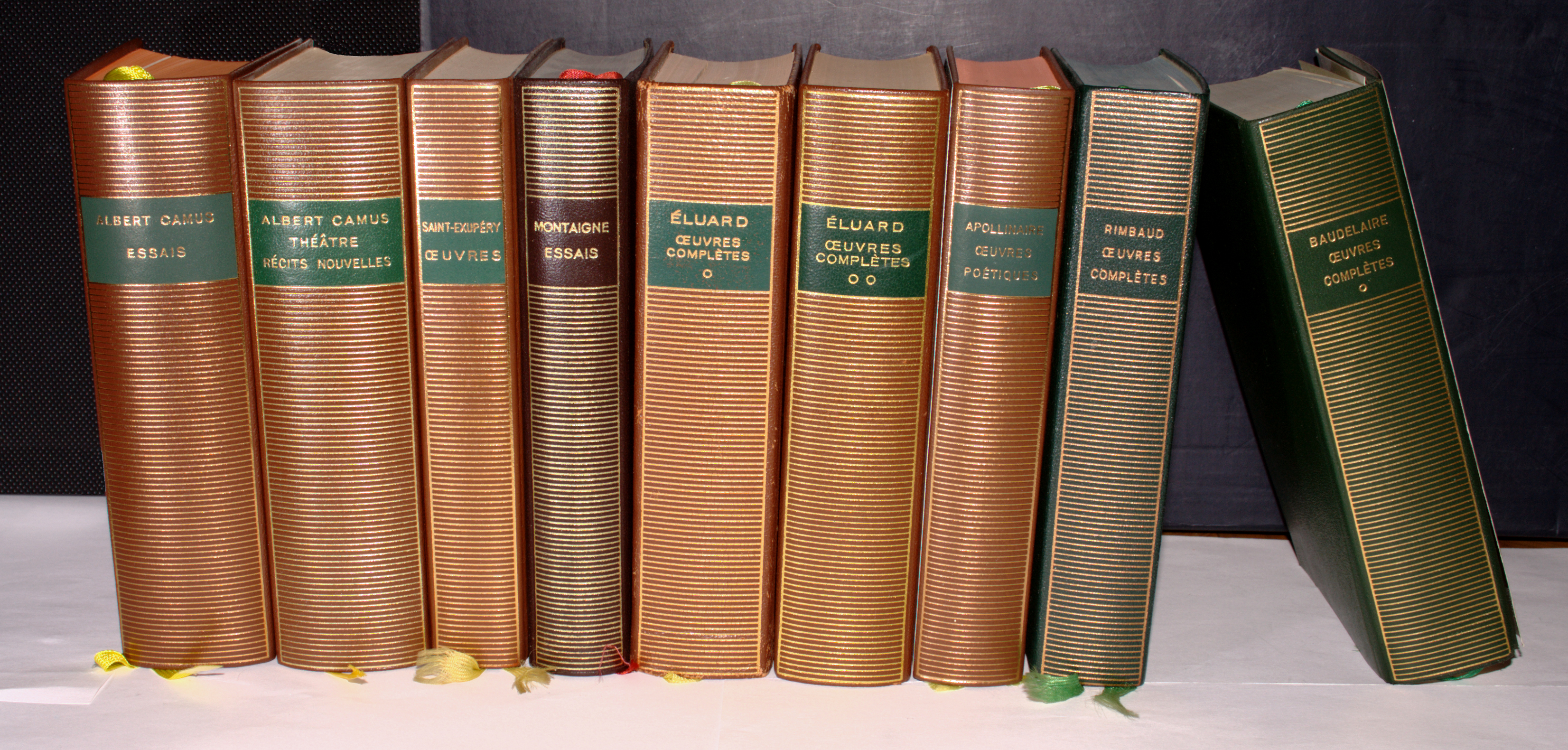
Quelques tomes de la Bibliothèque de la Pléiade, une collection des éditions Gallimard.

Une collection est, dans le domaine de l’édition, un ensemble de médias publiés par une maison d'édition, regroupés autour de caractéristiques communes dans la présentation et le domaine traité. À l'origine conçu pour les livres, le modèle s’applique également aux enregistrements sonores, aux cassettes vidéo, aux DVD et aux CD-ROM.

## Histoire
La première série d'édition est la Collana historica, qui comprend les œuvres vulgarisées de douze historiens grecs, éditées par Tommaso Porcacchi et imprimées à Venise par Gabriel Giolito de' Ferrari de 1563 à 1585. C'est d'eux que viennent cette utilisation métaphorique du terme.
En France, le concept a été inventé par Louis Hachette en 1856 sous le nom de « bibliothèque »,.
Au XIXe siècle et au début du XXe siècle, en Espagne, les éditions de collections littéraires telles que la Biblioteca de Autores Españoles, la Biblioteca Mignon, El Libro Popular et La Novela Corta sont en plein essor. La Biblioteca ilustrada de Gaspar y Roig, créée en 1851 à Madrid, notamment pour son contenu de type encyclopédique. Elle contient non seulement des œuvres littéraires (romans populaires du XIXe siècle), mais aussi des ouvrages de référence (dictionnaire), l'Histoire Naturelle du Comte de Buffon, la Storia Universale de Cesare Cantù, la Historia general de España de Juan de Mariana) et contient même toute la Bible en espagnol (Biblia de Scío).

## Description

### Livres
Les documents d’une même collection se caractérisent aussi par un contenu du même type. Une collection littéraire ne contient par exemple que des romans ou que des textes traduits, ou regroupe des textes sur un domaine particulier. Sur le plan des documentaires, il existe ainsi des collections de manuels scolaires ou universitaires, des collections d’ouvrages de recherche ou encore des collections d’ouvrages pratiques. Certaines collections se caractérisent par une grande spécialisation (une collection sur le droit de l’informatique par exemple), d’autres inversement par une volonté encyclopédique (« Découvertes » de Gallimard). Quelques collections regroupent à la fois des textes littéraires et des textes documentaires, comme Le Livre de poche. D'autres sont spécialisées dans le livre classique (comme la collection Budé des éditions Les Belles Lettres qui s'intéresse aux textes antiques). De même, dans les autres médias, les collections regroupent en général le même type de musique ou de cinéma ; à titre d’exemple, la collection Ocora regroupe des musiques traditionnelles.
La publication sous forme de collection a aussi une influence en termes de marketing et sur l’organisation des maisons d'édition. Comme une collection se caractérise par une unité visuelle (particulièrement marquée lorsqu’elle se manifeste par la couleur), elle peut provoquer une forme d’attachement de la part du public et tend ainsi à assurer sa fidélité à un type de collection. Dans de nombreuses maisons d’édition, les tâches de sélection et de programmation sont regroupées en général par collection autour de « directeurs de collections ». 
Certaines collections ont acquis une telle notoriété qu’elles sont parfois considérées à tort comme des maisons d’édition indépendantes comme la Bibliothèque de la Pléiade, éditée par Gallimard. Toute collection de livres possède un ISSN à l’instar des périodiques, bien que la publication n'en soit généralement pas régulière. Une collection peut encore être subdivisée en plusieurs séries.

### Autres médias
La collection se caractérise à la fois par une unité de présentation matérielle et une similarité dans le contenu. Sur le plan matériel, s’agissant de livres, ils présentent les mêmes dimensions, le même type de couverture et de dos. À cet égard, la couverture est tantôt toujours de la même couleur (rouge pour les petits codes Dalloz, bleue pour les codes Litec), tantôt systématiquement d’une couleur différente (collection « Bibliothèques » des Éditions du Cercle de la librairie). Généralement, le grammage du papier est le même, ainsi que la police ou la mise en page (voir Les Portiques pour la feuille de style). Pour un disque, un film, la présentation de la pochette ou du boîtier est conçue sur le même modèle. Certaines collections vont jusqu'à fixer le nombre de pages (les volumes des collections Que sais-je ? et 128 ont toujours 128 pages). 

## Galerie

Quatre titres de la Collection Blanche des éditions Gallimard
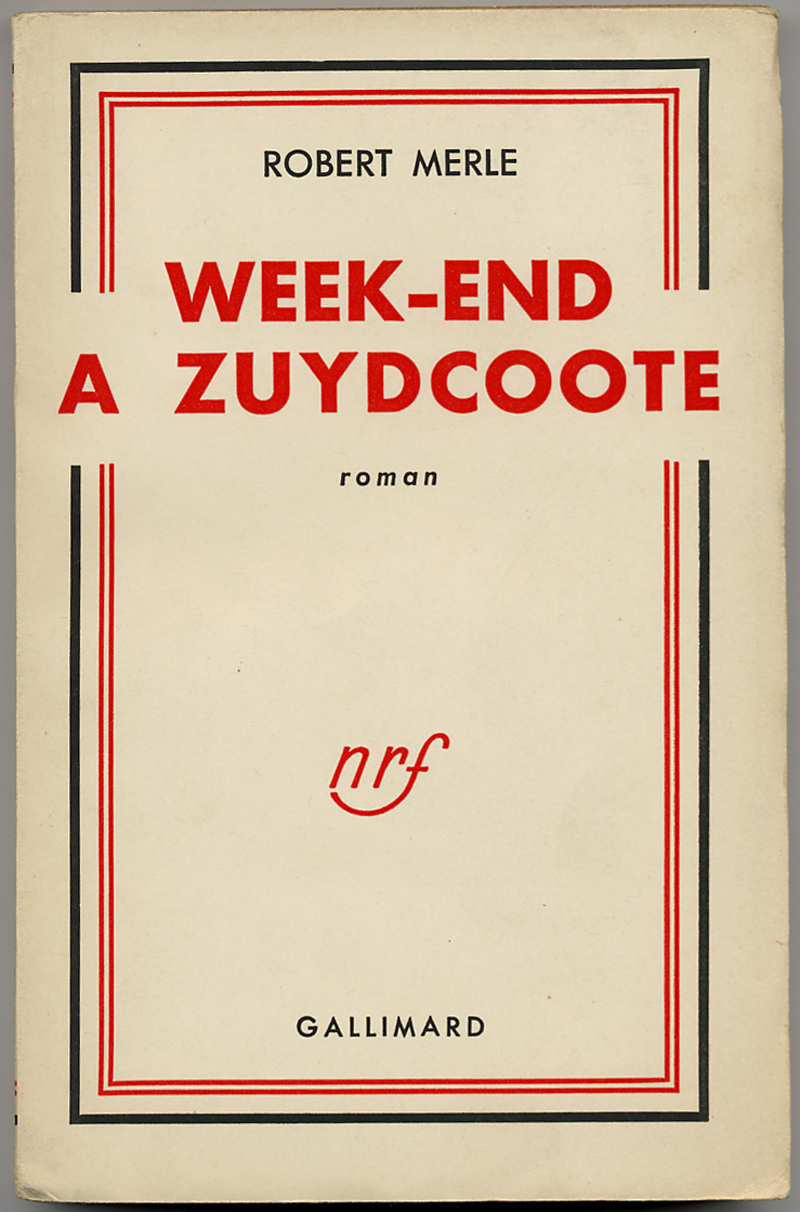
Robert Merle, Week-end à Zuydcoote (1949).
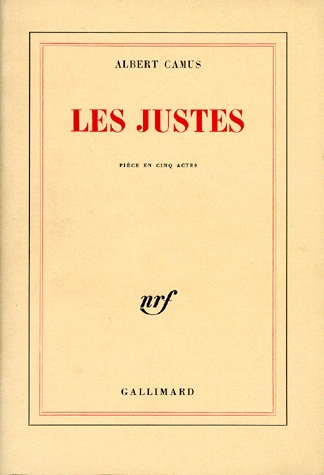
Albert Camus, Les Justes (1949).
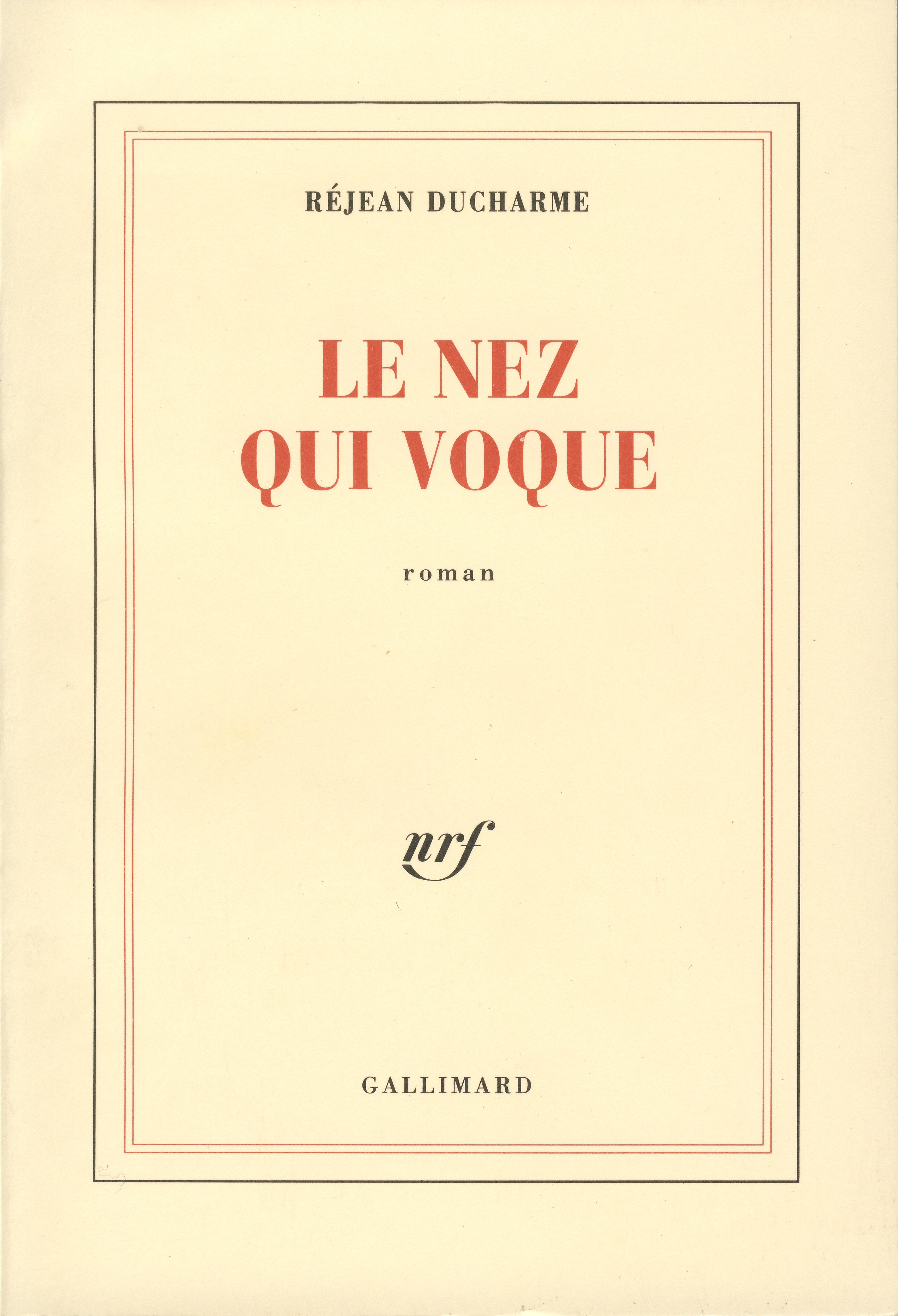
Réjean Ducharme, Le Nez qui voque (1967).
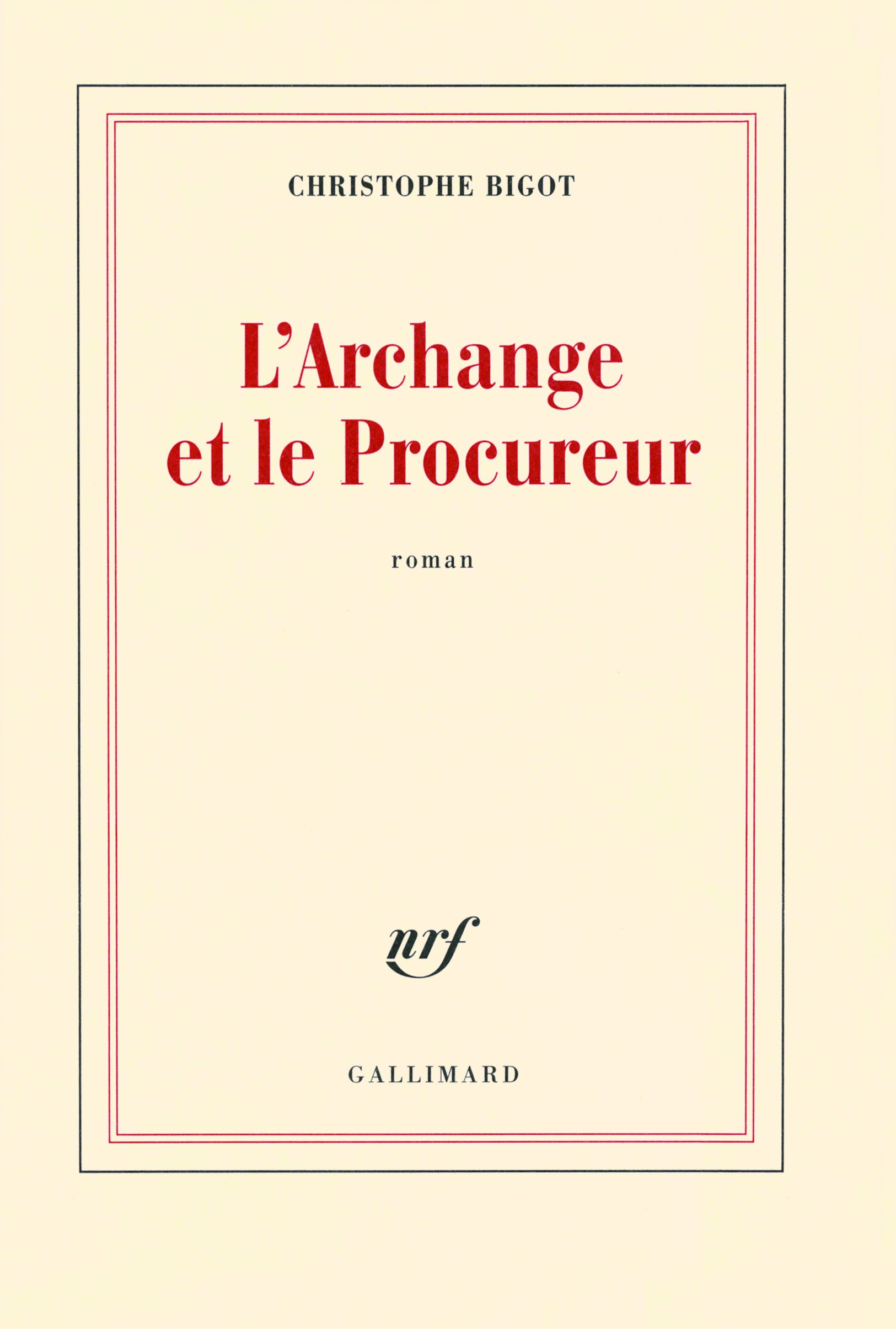
Christophe Bigot, L'Archange et le Procureur (2008).